# Maximilian Fichtner

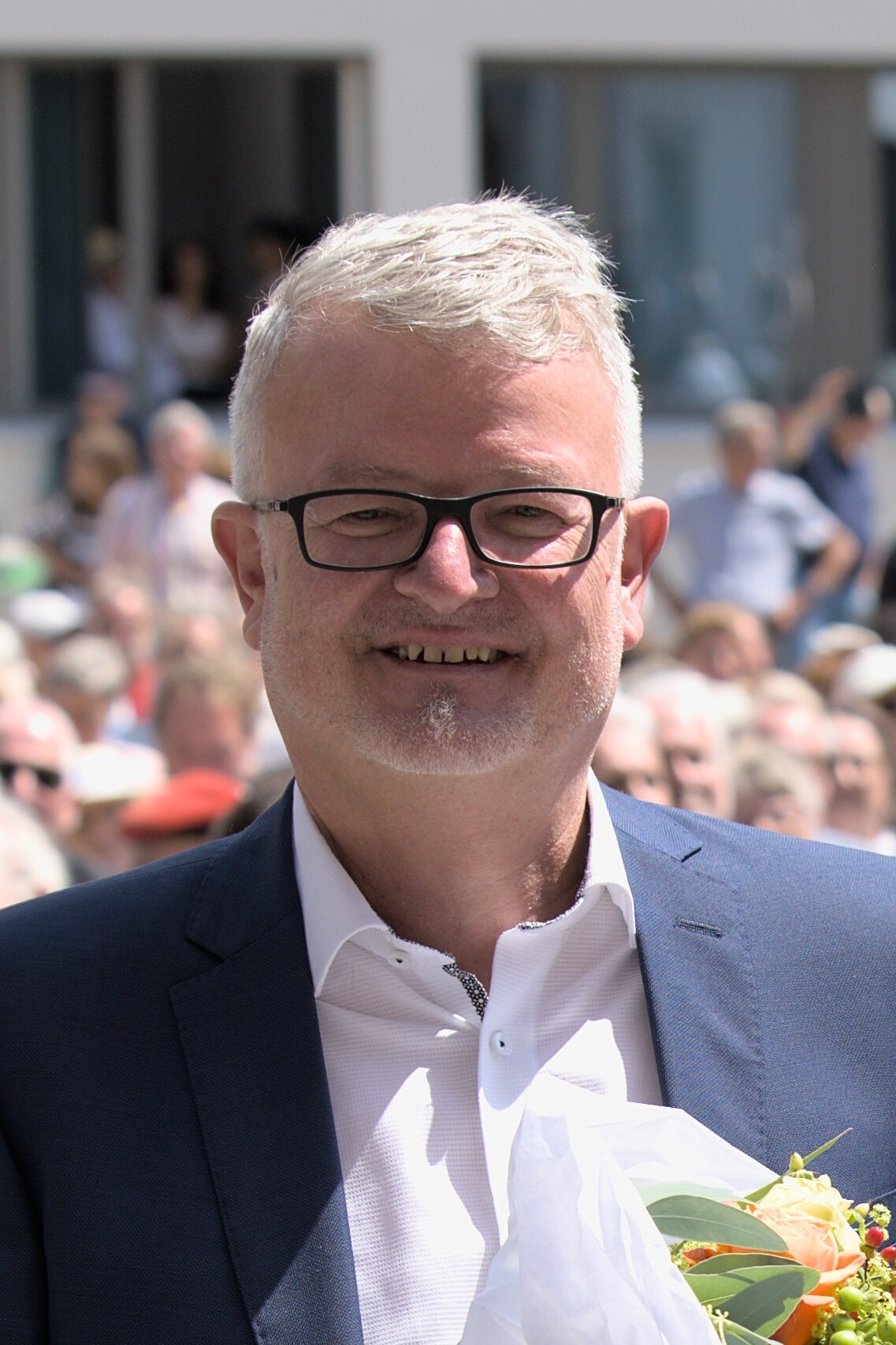
Fichtner bei der Verleihung des Wissenschaftspreis der Stadt Ulm am Schwörmontag 2024

Maximilian Fichtner (* 1961 in Heidelberg) ist ein deutscher Chemiker. Seit 2013 ist er Professor für Festkörperchemie an der Universität Ulm und seit Oktober 2021 (zum zweiten Mal) geschäftsführender Direktor des Helmholtz-Instituts Ulm für Elektrochemische Energiespeicherung (HIU). Zugleich leitet er die Abteilung „Energiespeichersysteme“ am Institut für Nanotechnologie des KIT (Karlsruher Institut für Technologie). Fichtner ist wissenschaftlicher Direktor von CELEST (Center for Electrochemical Energy Storage Ulm-Karlsruhe) und Sprecher des Exzellenzcluster POLiS.

## Werdegang
Fichtner studierte Lebensmittelchemie und Chemie an der Universität Karlsruhe [mittlerweile Karlsruher Institut für Technologie (KIT)], wo er mit dem Diplom in Chemie abschloss. 1992 wurde er mit Auszeichnung zum Dr. rer. nat in Chemie/Oberflächenwissenschaften promoviert und erhielt für seine Arbeit den Hermann-Billing Preis, der jährlich von der Studentenverbindung Corps Friso-Cheruskia Karlsruhe und dem KIT verliehen wird.
Nach seiner Promotion erhielt er eine Förderung als Nachwuchswissenschaftler am damaligen Kernforschungszentrum Karlsruhe (KfK), wo er seine Methode zur Untersuchung organischer Materialien weiterentwickelte. 1994 nahm er die Position des Vorstandsreferenten am Forschungszentrum Karlsruhe (FZK) im Bereich „Grundlagenforschung und Neue Technologien“ an. 1997 verließ er diese Referenten-Position, um eine neue Aktivität im Bereich „Chemische und Thermische Mikroverfahrenstechnik“ aufzubauen. Schwerpunkte der Arbeiten waren die heterogene Katalyse in Mikrokanälen mit den Themen „Brennstoffprozesstechnik“ (Methanol-Dampfreformierung, partielle Oxidation von Methan) und die Synthese von Feinchemikalien. Die Gruppe wurde 2001 in das neugegründete „Institut für Mikroverfahrenstechnik“ integriert.
Im Jahre 2000 übernahm Fichtner den Aufbau und die Leitung einer weiteren Gruppe am neu gegründeten „Institut für Nanotechnologie“ (INT) mit dem Thema „Nanoskalige Materialien für die Energiespeicherung“.
2012 erhielt er einen Ruf der Universität Ulm als Professor für Festkörperchemie, den er 2013 annahm. Dies war verbunden mit der Leitung des Bereichs „Materials-I“ am neu gegründeten Helmholtz-Instituts Ulm (HIU). Seit 2015 ist er geschäftsführender Direktor des Instituts.
Fichtner war und ist außerdem Koordinator mehrerer EU-Projekte und von Verbundprojekten der Bundesministerien für Bildung und Forschung und für Wirtschaft und Energie. Er organisiert mehrere Symposien und übernimmt auch Vorsitzfunktionen auf Symposien.
2018 wurde er zum wissenschaftlichen Direktor der Forschungsplattform „CELEST“ (Center for Electrochemical Energy Storage Ulm & Karlsruhe) gewählt.
Weiter ist er Koordinator eines Exzellenzclusters im Rahmen der Exzellenzstrategie des Bundes und der Länder. Der von den Universität Ulm und dem KIT erfolgreich eingeworbene Exzellenzcluster POLiS ist der einzige Exzellenzcluster zum Thema Batterien.
2024 wurde Fichtner mit dem Wissenschaftspreis der Stadt Ulm ausgezeichnet.

## Forschung
Fichtner sammelte Erfahrung auf verschiedenen Feldern wie Theoretische Chemie, Instrumentelle Analytik, Höhere Verwaltung, chemische Verfahrenstechnik, Heterogene Katalyse, Wasserstoffspeicherung, Elektrochemie und Batterieforschung.
Ergebnisse seiner Arbeit mit Pioniercharakter sind die ersten Messungen von Salzen mit der Sekundär-Neutralteilchen-Massenspektrometrie (SNMS), die Entwicklung einer tiefenaufgelösten Verbindungsanalyse mit der Sekundärionen-Massenspektrometrie (SIMS) mit der erstmals auch ionenbeschussempfindliche Salze analysiert werden konnten, oder ein Mikrostrukturreaktor, in dem eine stöchiometrische Knallgasmischung katalytisch verbrannt und die entstehende Reaktionswärme an ein Wärmeträgeröl sicher übertragen werden konnte.
Bei der Entwicklung von neuen Materialien für die Wasserstoffspeicherung wurden zwei neue Komplexhydride, das Magnesiumalanat und das Magnesiumborhydrid in reiner Form synthetisiert und getestet. Mit einem Ti13-Cluster als Katalysator wurden mit dem Speichermaterial Natriumalanat bisher unerreichte Be- und Entladegeschwindigkeiten gemessen, gleichzeitig mit der Bogdanovic-Arbeitsgruppe am MPI Mülheim. Die weiteren Arbeiten in diesem Bereich fokussierten sich auf die Untersuchung nanoskaliger Effekte in Energiematerialien. Aufbauend auf Arbeiten zur Nanostrukturierung von verschiedenen Typen von Hydriden seit den späten 1990er Jahren in Forschungsarbeiten zahlreicher internationaler Arbeitsgruppen, wurde erstmals nicht nur die Änderung der kinetischen, sondern auch die Änderung der thermodynamischen Eigenschaften von nanoskaligem Magnesiumhydrid und von Komplexhydriden experimentell in seiner Gruppe nachgewiesen.
In der Batterieforschung wurden neue Synthesemethoden entwickelt, mit denen Konversionselektroden erstmals ein stabiles Zyklenverhalten erreichten. Neue Batterietypen auf der Basis anionischer Ladungsträger wie Fluorid- und Chloridionen wurden vorgestellt und ein neuer Elektrolyt für Magnesiumbatterien wurde entwickelt. Dieser weist ein Spannungsfenster von 3,9 V auf (siehe auch Fig. 1 in ) und eignet sich für reversibel arbeitende Magnesium-Schwefelbatterien. Weiter wurde in der Arbeitsgruppe der erste stabile Raumtemperatur-Elektrolyt für reversible Calciumbatterien entwickelt.
Im Bereich Li-Ionenbatterien wurde eine neue Klasse von Kathodenmaterialien für Li-Ionenbatterien vorgestellt, die bisher unerreichte Packungsdichte für Li-Ionen im Festkörper erreichen, die so genannten „Li Rich FCC Materials“.